# 이의활
이의활(李宜活)은 조선 중기의 문신이다. 자는 호연(浩然)이며 호는 설천(雪川)이다. 본관은 여주(驪州)이다.

## 생애
선조 6년(1573년)에 경주 안강 양좌동에서 출생하였다. 광해군 2년(1620년) 성균관에 들어가 수학하고, 2년 뒤에 소과에 합격하여 진사가 되었다. 급제 후 호조좌랑을 거쳐 사헌부감찰이 되었다가 고령현감을 역임하였다. 광해군 10년(1618년)에는 대과에 급제하여 성균관전적을 지내고 함경도 도사로 나갔다. 이후 간신 이이첨 등이 전횡을 일삼자 관직을 버리고 고향 경주로 낙향하였다. 인조가 반정으로 왕위에 오르자 인조 원년(1623년)에 흥해군수로 중용되었다. 인조 5년(1627년) 병으로 관청에서 죽었다. 유저로 설천문집(雪川文集)이 있다.

## 가족
- 고조(高祖)
  - 훈련원참군 증이조판서(訓鍊院參軍 贈吏曹判書) 이수회(李壽會)
- 증조(曾祖)
  - 성균생원 증좌찬성(成均生員 贈左贊成) 이번(李蕃)
- 조부(祖父)
  - 좌찬성 여성군 증영의정(左贊成 驪城君 贈領議政) 이언적(李彦迪)
- 선고(先考)
  - 사옹원판관(司饔院判官) 이통(李應仁)
- 서숙(庶叔)
  - 증예빈시정(贈禮賓寺正) 이전인(李全仁)
- 서종형제(庶從兄弟)
  - 청도군수(淸道郡守) 이준(李浚)
  - 유학(幼學) 이순(李淳)
- 형제(兄弟)
  - 유학(幼學) 이의윤(李宜潤)
  - 유학(幼學) 이의징(李宜澄)
  - 하양현감(河陽縣監) 이의잠(李宜潛)
  - 군자감직장(軍資監直長) 이의온(李宜溫)

## 참고 문헌
- 국조문과방목(國朝文科榜目), 동경잡기(東京雜記), 여주이씨세보(驪州李氏世譜), 설천문집(雪川文集).